# Каліновець (Маковський повіт)
Каліновець (пол. Kalinowiec) — село в Польщі, у гміні Плоняви-Брамура Маковського повіту Мазовецького воєводства.
Населення — 52 особи (2011).
У 1975-1998 роках село належало до Остроленцького воєводства.

## Демографія
Демографічна структура станом на 31 березня 2011 року:
|          | Загалом | Допрацездатний вік | Працездатний вік | Постпрацездатний вік |
| -------- | ------- | ------------------ | ---------------- | -------------------- |
| Чоловіки | 26      | 7                  | 18               | 1                    |
| Жінки    | 26      | 3                  | 14               | 9                    |
| Разом    | 52      | 10                 | 32               | 10                   |